# Pavor (Band)
Pavor (lat.: „die Angst“) ist eine Death-Metal-Band aus Bonn.

## Geschichte
Die Band ging aus der 1991 gegründeten Band Catharsis hervor, welche sich nach ihrem ersten Demo in Pavor umbenannte. Im Winter 1992/93 ging Pavor in das BGM-Studio, um das erste professionell produzierte Demo aufzunehmen. Im Frühsommer 1994 ging man dann wieder in das Studio von Bernd Gast in Bad Honnef und spielte dort das Debütalbum A Pale Debilitating Autumn ein. Zu dieser Zeit sang Rainer Landfermann noch regelmäßig als Zweitstimme. Als Sänger hatte er bereits durch seine Gesangstätigkeit bei der Dark-Metal-Band Bethlehem Erfahrung. Im Jahr 1999 erschien dann ein Promotion-Demo, auf dem nur das Lied Perplexer: Perdition Projectile enthalten war. Dieser Song wurde im Anschluss auf der Unerhört-Kompilation des Musikmagazins Rock Hard veröffentlicht – Die Samplerreihe Unerhört gibt Musikbands ohne Plattenvertrag die Möglichkeit, sich einem großen Publikum vorzustellen und eventuell einen Plattenvertrag zu bekommen, dabei sind die Auswahlkriterien in erster Linie hohe musikalische Qualität. Auch einen Underground-Contest des Musikmagazins Heavy oder was?! konnten die Musiker mit dem Stück für sich entscheiden. Als Gewinner erhielten sie die Möglichkeit, das Bang-Your-Head-Festival in Balingen zu eröffnen. Jedoch blieb die Band weiterhin ohne einen Plattenvertrag. Neun Jahre nach dem Debütalbum nahm Pavor das zweite Album mit dem Titel Furioso im Studio von Bernd Gast unter der Leitung des Produzenten Armin Rave auf, welches ebenfalls selbstveröffentlicht wurde. Mittlerweile wurde im Label MDD-Records aber ein Vertriebspartner gefunden. Die Band existiert von Anfang an in fast unverändertem Line-up.

## Stil
Die Band spielt sehr technischen Death Metal und erinnert mit ihrer Spielweise eher an Jazz-Musik, da die Musiker kaum das für die Metal-Musik so typische Metal-Riffing anwenden, bei dem der Leadgitarre auch die anderen Musikinstrumente, wie etwa der Bass, folgen, sondern die Instrumente eigenständig spielen.
Besonders prägnant ist auch der Gesang von Claudius Schwartz. Der Gesang gilt selbst für Death-Metal-Verhältnisse als besonders kraftvoll und extrem.
Der hohe musikalische Anspruch der Band ist unumstritten, jedoch sorgte das selbstbewusste und teils als arrogant wahrgenommene Verhalten der Musiker auch für Unmut. Im Booklet von „A Pale Debilitating Autumn“ schreibt die Band: To all wimps, dilettantes... ...out there that try to be evil and brutal: Stay at home and practise!! - An alle Schwächlinge und Dilettanten... ...da draußen, die versuchen böse und brutal zu sein: Bleibt zuhause und übt!!
Alle Veröffentlichungen wurden von der Band selbst erstellt und vertrieben. Pavor legen großen Wert auf ihre Unabhängigkeit und wollen auch in Zukunft keinen Vertrag mit einem Musiklabel. Die Band gibt zur Vertriebsvereinbarung mit MDD-Records auf ihrer Internetseite folgendes Statement: Please note that this is no „record deal“ or anything, we are still „unsigned“ and 100% independent and do not intend to change that. – Bitte nehmt zur Kenntnis, dass es sich dabei nicht um einen Plattenvertrag oder ähnliches handelt, wir sind immer noch „ohne Vertrag“ und 100% unabhängig und wir haben nicht die Absicht, dies zu ändern.
Die Texte der Band erschließen sich dem Leser/Hörer nicht immer. So enthält zum Beispiel der Text des Stücks Dilettantes Dilemma eine Kodierung, welche sich dem Hörer erst durch die Musik selbst erschließt.

### Kritiken
Speziell das aktuelle Album hat von den Musikmedien fast ausschließlich Bestnoten erhalten, so erhielt es beim Magazin Rock Hard die Bewertung 8,5 von 10 möglichen Punkten. Das Onlinemagazin Powermetal.de schreibt: „Easy-Listening-Freunde sollten [...] die Finger von ‚Furioso‘ lassen, verpassen [...] aber eines der besten technischen Death-Metal-Alben seit den Kult-Alben der frühen Neunziger.“ Das Onlinemagazin metal-district schreibt „... diese CD ist quasi das fehlende Bindeglied zwischen Morbid Angel und Jazz [...] Cynic, Atheist und Konsorten wirken jedenfalls wie Schuljungs gegen dieses Bollwerk aus Breaks, Blast und Solos.“ Negativ beurteilt der Kritiker aber die nur schwer nachvollziehbaren Songstrukturen.

## Diskografie
- 1992: Catharsis (Demo)
- 1993: Pavor (Demo)
- 1994: A Pale Debilitating Autumn
- 1999: Promotion-Demo
- 2003: Furioso